# Pedro de la Bárcena
Pedro de la Bárcena Valdivieso (Berodia, 28 de julio de 1768 – Oviedo, 19 de noviembre de 1836) fue un militar y político español.

## Biografía
Séptimo hijo de José de la Bárcena Argüelles y de María Teresa Valdivieso. Cuando era capitán del Regimiento de Infantería de Granaderos de Oviedo, se casó a los 33 años con Ildegarda Ponte y Díaz, hija del teniente coronel del Regimiento Provincial de Betanzos.
En 1793, siendo subteniente de Infantería, participó en la Guerra contra Francia, y en 1795 como ayudante en el batallón de Granaderos. Combatió a los franceses en la Guerra de la Independencia como coronel, brigadier y mariscal de campo desde 1808 a 1811, siendo herido en las acciones militares de Geva y Puelo. En 1816 es nombrado Teniente General de los Reales Ejércitos, traslada su residencia a Gijón, con prolongados descansos en Berodia (Cabrales),
Volvió a la vida política en el Trienio Constitucional, firmó su adhesión a la Constitución por obediencia, según figura en su expediente personal. En 1820 fue nombrado capitán general de Galicia, pero a los tres meses renunció por problemas de salud. Fue trasladado a Madrid, llegando a desempeñar el cargo de inspector general de Milicias, en 1823.
Durante el Trienio liberal fue nombrado interinamente ministro de la Guerra (entre el 30 de abril y el 2 de junio de 1823) hasta que se presentase Mariano Zorraquín. Renunció voluntariamente, trasladándose a Sevilla. Al regresar Fernando VII, De la Bárcena fue rehabilitado como Teniente General, pasando a mandar la 1.ª Brigada de Castilla-La Vieja  hasta 1927, en que se apartó del servicio por problemas de salud.
Falleció en 1836, declarándose fiel súbdito de la reina niña Isabel II, sin haber participado en las guerras carlistas y sin prácticamente poder hablar durante los dos últimos años de su vida.